# La Fièvre d'Hawaï
La Fièvre d'Hawaï (Hawaiian Heat) est une série télévisée policière américaine en onze épisodes de 45 minutes créée par James D. Parriott et diffusée du 14 septembre au 21 décembre 1984 sur le réseau ABC.
En France, la série a été diffusée dans les années 1980 sur La Cinq.

## Synopsis
Les policiers de Chicago Mac Riley et Andy Senkowski quittent le climat froid de leur ville natale pour leur emploi à Honolulu (Hawaii). Ils partagent une maison avec une très belle pilote d'hélicoptère nommé Irène Gorley, qui les aidera pendant leurs enquêtes.
La série est d'un genre comparable à Magnum et Deux flics à Miami.

## Distribution
- Robert Ginty : Mac Riley
- Jeff McCracken (en) : Andy Senkowski
- Tracy Scoggins : Irène Gorley
- Mako : Major Taro Oshira
- Branscombe Richmond : Harker

## Épisodes
1. titre français inconnu (Hawaiian Heat) (pilote de 93 minutes)
2. titre français inconnu (Ice Cream Man)
3. titre français inconnu (Wave of Controversy)
4. titre français inconnu (Inheritated Trait)
5. titre français inconnu (A Different Kind of Justice)
6. titre français inconnu (Missing in Hawaii)
7. titre français inconnu (Yankees vs. the Cubs)
8. titre français inconnu (Ancient Fires)
9. titre français inconnu (Old Dues)
10. titre français inconnu (Andy's Mom)
11. titre français inconnu (Picture Imperfect)